# Compost de diazoni

Catió benzenodiazoni.

Els composts de diazoni o sals de diazoni són un grup de compostos orgànics l'estructura general dels quals és R−N₂+X−, om R pot ser qualsevol residu químic orgànic, un grup alquil o un grup aril, i X− habitualment un anió halur. Les sals de diazoni alifàtiques són molt inestables i sense aplicació pràctica. En canvi, històricament, les sals de diazoni aromàtiques, que són més estables, són importants intermedis en la síntesi de colorants.

## Síntesi de sals de diazoni aromàtiques
El mètode més important de preparació de compostos de diazoni aromàtics és el tractament d'amines aromàtiques primàries, com l'anilina, amb nitrit de sodi en presència d'un àcid mineral, com per exemple l'àcid clorhídric. Es fa servir un bany de gel per a la seva síntesi. Aquest procés rep el nom de diazotació.

### Mecanisme
Simplificadament:
- Generació del catió nitrosil (diversos passos):

NaNO₂ + 2HCl → NO+ + Na+ + 2Cl− + H₂O
- Atac electròfil per part del catió nitrosil sobre el grup amino que forma catió diazoni (diversos passos):

Ar−NH₂ + NO+ → Ar−N₂+ + H₂O

## Reaccions de les sals de diazoni aromàtiques
- La reacció més important és l'acoblament diazoic amb compostos aromàtics activats en Substitució electròfila aromàtica, dona lloc als colorants azoics azocompostos.

- Reaccions de substitució del nitrogen per halogens tenen lloc en la reacció de Sandmeyer i en la reacció de Schiemann.

## Aplicacions
El primer ús de les sals de diaoni va ser en les teles tenyides amb coloració resistent a l'aigua en aplicació pràctica de la reacció d'acoblament diazoic.
Les sals de diazoni són sensibles a la llum i es descomponen en la llum UV. Aquesta propietat s'ha usat en el copiat o reproducció de documents iatge que es revelava amb amoníac.